# Danuta Lubowska-Wyrwicz
Danuta Lubowska-Wyrwicz, także Danuta Wyrwicz-Wichrowska, właśc. Nadzieja Danuta Cybowska, primo voto Dudo, secundo voto Wyrwicz (ur. 13 grudnia 1905 w Petersburgu, zm. 26 marca 1979 w Łodzi) – polska tancerka i aktorka teatralna.

## Życiorys
Absolwentka siedmiu klas gimnazjum i szkoły baletowej w Wilnie. Od 1924 była tancerką wileńskiego Teatru na Pohulance. W 1928 zdała egzamin aktorski ZASP-u, następnie jako Danuta Lubowska występowała w Wilnie w: Teatrach Miejskich, Teatrze Lutnia, głównie w operetkach i repertuarze dramatycznym, m.in. jako: Basia („Krakowiacy i Górale”), Helena („Grube ryby”), Klara i Aniela („Śluby panieńskie”) i Zuzia („Damy i huzary”). Gościnnie występowała w Krakowie w 1936. Podczas II wojny światowej przebywała w Wilnie, gdzie podczas okupacji niemieckiej pracowała jako robotnica, a w latach 1939–1941 i 1944–1945 występowała w polskim Teatrze Muzycznym Lutnia (od 1944 działającego jako Teatr Komedii Muzycznej).
Z zespołem Teatru Komedii Muzycznej w 1945 przyjechała do Torunia, a następnie do Łodzi, gdzie występowała w Teatrze Komedii Muzycznej „Lutnia”, następnie Teatrze Muzycznym i Operetce. W 1956 zrezygnowała z gry aktorskiej, na rentę zaś przeszła w 1958. W Łodzi występowała m.in. jako: Anhilda („Księżniczka czardasza”), Ania („Czar walca”), Ethel („Rose Marie”), Korynna („Nitouche”) i Margot („Król włóczęgów”).

### Życie prywatne
Była córką Mateusza Cybowskiego, urzędnika kolejowego, i Anastazji z domu Romanów, od 1928 żoną aktora i reżysera, Karola Wyrwicz-Wichrowskiego (1897–1943). Została pochowana w części prawosławnej Starego Cmentarza w Łodzi.
W 1934 została 2-krotnie sportretowana przez Ludomira Sleńdzińskiego, jeden z obrazów znajduje się w kolekcji prywatnej, drugi zaś w zbiorach Muzeum Narodowego w Warszawie.

## Odznaczenia
- Krzyż Kawalerski Orderu Odrodzenia Polski[6]